# Втрачене покоління
Втрачене покоління (фр. Génération perdue, англ. Lost Generation) — назва виникла в період між двома
війнами — Першою та Другою світовою. В цьому контексті «втрачене» означає «дезорієнтоване, що блукає безцільно». Це покоління, яке досягло повноліття в роки Першої світової війни. Багато молодих людей послали на фронт у віці приблизно 18 років. Більшість із них ще й школу не встигли закінчити, а їм в руки дали зброю і змусили вбивати. Після закінчення війни далеко не всі вони змогли пристосуватися до нормального мирного життя — значна частина покінчила своє життя самогубством або просто збожеволіла не в змозі перенести тих жахіть, які випали на їх долі.
Загублене покоління включає когорту, народжену між 1883 та 1900 роками, і багато вчених використовують цей термін стосовно
1920-х років. З часу смерті японської супердовгожительки Набі Тадзіма (4 серпня 1900 р. — 21 квітня 2018 р.) вважається, що це покоління вимерло.

## В літературі
Втрачене покоління (або Втрачена генерація) (фр. Génération perdue, англ. Lost Generation) — літературна течія, яка існувала в період між двома війнами — Першою та Другою світовою. Ця течія об'єднала таких письменників, як Джеймс Джойс,Еріх Марія Ремарк, Ернест Хемінгуей, Джон Дос Пассос, Томас Еліот, Френсіс Скотт Фіцджеральд, Річард Олдінгтон. Втрачене покоління — це молоді люди, що покликані на фронт у віці 18 років, часто ще не закінчивши школу, рано почали вбивати. Після війни такі люди часто не могли адаптуватися до мирного життя, багато хто наклав на себе руки, деякі божеволіли.
Відбулося занепадання того покоління, на зміну прийшли більш прогресивні люди.

### Історія виникнення терміна
Вислів «втрачене покоління» став популярним з легкої руки Гертруди Стайн. Визначаючи літературну течію, яка існувала в період між двома війнами — Першою та Другою світовою, Стайн сказала відомі слова: «Усі ви — втрачене покоління», звертаючись до молодих американських письменників-експатріантів, яким (як і їй самій) творення модерної американської літератури видавалося можливим лише в Парижі. «Вдома вони не могли писати книжки й малювати картини, вдома вони могли стати хіба що дантистами, — констатує українська дослідниця Соломія Павличко. — Європа ж давала їм клімат експерименту та творчої свободи».
Вислів «втрачене покоління» став всесвітньо відомим завдяки Ернесту Хемінгуею, який використав слова Стайн як перший з двох епіграфів до роману «І сонце сходить» (друга назва «Фієста»):
Ви всі — втрачене покоління.
Гертруда Стайн (з розмови)..
Оригінальний текст (англ.)
”You are all a lost generation.” :::—GERTRUDE STEIN in conversation

Після публікації роману Гемінґвея «Фієста» вислів «утрачене покоління» став використовуватися і для позначення певного соціально-психологічного феномена. «Втраченим» називали покоління людей, які пройшли крізь випробування світової війни й втратили не лише здоров'я, а й віру в життя та майбутнє. Біль і душевне сум'яття цих людей передавали у своїх творах письменники, які на власні очі бачили пекло війни.
В книзі Гемінґвея Свято, яке завжди з тобою (англ. «A Moveable Feast») (1964, видано посмертно) є розділ «Une Génération Perdue», в якому описано як Гертруда Стайн вжила вислів «втрачене покоління»:

Саме коли ми повернулися з Канади й оселилися на вулиці Нотр-Дам-де-Шан і ще приятелювали з міс Стайн, вона й сказала оту фразу про втрачене покоління. В старому «форді» моделі «Т», яким вона тоді їздила, вийшло з ладу запалювання, а молодий гаражний механік, що останнього року війни був на фронті, не зумів добре полагодити його, чи, може, просто не сходів лагодити її машину поза чергою. Так чи так, він виявився не sérieux, і після скарги міс Стайн хазяїн гаража вишпетив його. Хазяїн сказав йому: «Ви всі — génération perdue!»
— Оце-то правда! Всі ви такі! — вигукнула міс Стайн. — Вся молодь, що побувала на війні. Ви — втрачене покоління.

У 1930-31 Еріх Марія Ремарк пише роман «Повернення», в якому розповідає про повернення на батьківщину після Першої світової молодих солдатів, які вже не можуть жити нормально, — і гостро відчуваючи все безглуздя, жорстокість, бруд життя все-таки намагаються якось жити. Епіграфом до роману стали рядки:
Солдати, яких повернули вітчизні, прагнуть знайти шлях до нового життя
У своєму романі «Три товариші» він передрікає сумну долю втраченому поколінню. Ремарк майстерно описує положення, в якому опинилися ці люди. Повернувшись, багато хто з них знайшов воронки замість своїх колишніх будинків, більшість втратила своїх рідних і друзів. У післявоєнній Німеччині панує розруха, бідність, безробіття, нестабільність, знервована атмосфера. Ремарк так само дає і характеристику самим представникам «втраченого покоління». Це люди жорсткі, рішучі, вони визнають лише конкретну допомогу й іронічні з жінками. Чуттєвість у них стоїть попереду почуттів.